# Mer Hajrenik
Mer Hajrenik, "vårt hemland", är Armeniens nationalsång. Den antogs den 1 juli 1991. Den är baserad på den första armeniska republikens (1918-1920) nationalsång, men med annorlunda text. Musiken är gjord av Barsegh Kanatjan (1885-1967) och texten var ursprungligen en dikt skriven av poeten Mikajel Nalbandjan (1829-1866).

## Armenisk text
"Մեր Հայրենիք"
Մեր Հայրենիք, ազատ, անկախ 

Որ ապրէլ է դարէ դար 

Իւր որդիքը արդ կանչում է 

Ազատ, անկախ Հայաստան:
Ահա՝ եղբայր, քեզ մի դրօշ, 

Որ իմ ձեռքով գործեցի 

Գիշերները ես քուն չեղայ, 

Արտասուքով լուացի:
Նայիր նրան երեք գոյնով, 

Նուիրական մէր նշան, 

Թող փողփողի թշնամու դէմ, 

Թող միշտ պանծայ Հայաստան:
Ամենայն տեղ մահը մի է 

Մարդ մի անգամ պիտ՚ մեռնի, 

Բայց երանի՚ որ իւր ազգի 

Ազատութեան կը զոհուի:

### Armenisk text med latinska bokstäver
Mer Hajrenik, azat ankach, 

Vor aprel e dare dar 

Jur vortike ard kantjum e

Azat, ankach hajastan.

(repetera två föregående rader)
Aha jeghbajr kez mi drosj,

Vor im dzerkov gortsetsi 

Gisjernere jes kun tjeghaj, 

Artasunkov lvatsi.

(repetera två föregående rader)
Najir nran jerek gojnov,

Nvirakan mer nsjan,

Togh poghpoghi tsjnamu dem,

Togh misjt pantsaj Hajastan. 

(repetera två föregående rader)
Amenajn tegh mahe mi e

Mard mi ankam pit merni,

Bajts jerani vor jur azgi 

Azatutian ke zohui. 

(repetera två föregående rader)

(repetera första versen)

## Svensk översättning
Vårt hemland, fritt och självständigt 

Som har levt från århundrade till århundrade 

Dess barn ropar 

Fria självständiga Armenien. 

(repetera två föregående rader)
Här broder, för dig en flagga, 

Som jag gjort med mina händer 

Nätter jag inte sov, 

Med tårar jag tvättade den. 

(repetera två föregående rader)
Titta på den, tre färger 

Det är vår givna symbol. 

Låt den skina mot fienden. 

Låt Armenien alltid vara ståtligt. 

(repetera två föregående rader)
Överallt är döden densamma

Alla dör bara en gång 

Men tursam är den, 
 
Som offrar sig för sin nation. 

(repetera två föregående rader)
(repetera första versen)